# Биби-ханум Астрабади
Биби-ханум Астрабади (перс. بی‌بی‌خانم استرآبادی‎) род.  1858  —  1921) — влиятельная иранская поэтесса, писательница, проповедница.

## Биография
Биби-ханум Астабади родилась в 1858 году в Астрабаде. Её отец - Мухаммед Багир-хан был хакимом из рода Анзан. Её мать Хадиджа-ханум была дочерью Ахунда Моллы Казума Хорасани.
Биби-ханум Астрабади открыла первую в стране школу для девочек и написала множество статей в защиту всеобщего права на образование. В 1906 году она выпустила нашумевшую книгу «Пороки мужчин», — полемический ответ на сексистскую брошюру анонимного автора под названием «В назидание женщинам», где все женщины изображались безнадежными тупицами, за которыми нужен постоянный контроль. Астрабади в своей книге говорит о мужских пороках, например, об азартных играх, алкоголизме и сексе с мальчиками. Под давлением шовинистов школу пришлось закрыть, но после года настойчивых усилий Астрабади смогла вновь распахнуть её двери для иранских девочек.
Биби-ханум Астрабади вышла замуж за Мусы-хана Вазири. У неё было семеро детей.

## Работы
- «Ма‘айиб ар-риджал» («Недостатки мужчин»), автором которой является Биби Ханум Астрабади, — трактат, написанный в ответ на анонимную книгу «Та’диб ан-ниса’» («Перевоспитание женщин»), вышедшую немного раннее и описывавшую меры, которые необходимо предпринять для исправления поведения женщин.